# Tachypleus gigas
Tachypleus gigas (лат.) — вид хелицеровых из отряда мечехвостов. Обитают в прибрежных водах в Южной и Юго-Восточной Азии на глубине до 40 м.

## Распространение и места обитания
Это один из трёх азиатских мечехвостов (четвёртый и последний доживший до наших дней вид обитает в Новом Свете). Ареал вида простирается от Бенгальского залива до Южно-Китайского моря, включая территорию Индии, Малайзии, Сингапура, Индонезии, Таиланда, Вьетнама и Филиппин. Вероятно, живут эти мечехвосты и в Мьянме, но это пока не доказано.

## Описание
Мельче родственного вида Tachypleus tridentatus. Вырастают до 50 см в длину включая хвост, а ширина карапакса достигает 26,5 см

## Поведение
Tachypleus gigas единственный вид мечехвостов, представителей которого наблюдали плавающими по поверхности океана.

## Синонимы
В синонимику вида входят следующие названия:
- Limulus gigas O. F. Müller, 1785
- Limulus heterodactylus Latreille, 1802
- Limulus latreilli Leach, 1819
- Limulus macleaii Leach, 1819
- Limulus moluccanus Latreille, 1802
- Limulus viriscens Latreille, 1806
- Tachypleus heterodactylus (Latreille, 1802)
- Tachypleus hoeveni Pocock, 1902